# PDP-10

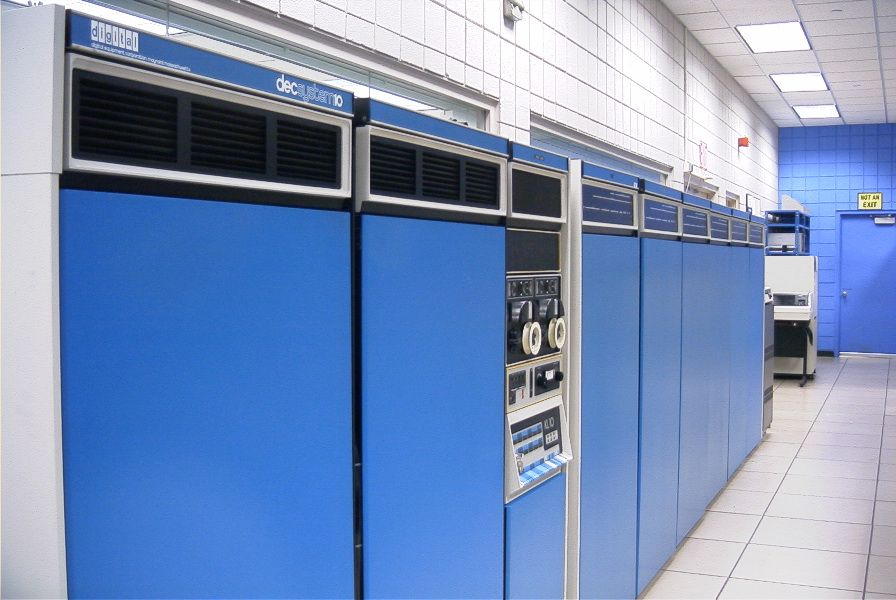
Центральний процесор KL10-DA 1090 і 6 блоків оперативної пам'яті

PDP-10 — комп'ютер-мейнфрейм, що вироблявся Digital Equipment Corporation з 1966 року. Використовувався в багатьох університетах, зокрема у Массачусетському технологічному інституті і Стенфордському університеті.
Архітектура PDP-10 була майже ідентична архітектурі PDP-6, мала 36-бітну довжину машинного слова і дуже схожий набір команд.

## Моделі
- KA10
- KI10
- KL10 (мав приблизну швидкість у 1 мегафлопс)
- MASSbus
- Model B
- KS10
- MCA25

## Програмне забезпечення
Перша операційна система для PDP-10 називалася просто «Monitor», але була перейменована в TOPS-10. Пізніше сама машина PDP-10 була перейменована в DECsystem-10. Ранні версії TOPS-10 дали початок системі WAITS Стенфордського університету і системі CompuServe з поділом часу.
З плином часу, деякі замовники стали застосовувати операційні системи, зібрані з компонентів, розроблених за межами DEC. Наприклад, планувальник завдань міг бути розроблений в одному університеті, дискова система — в іншому, і так далі. Учасники товариства DECUS також обмінювалися програмовим забезпеченням, розробленим власними силами.
BBN розробила альтернативну операційну систему TENEX, яка швидко стала  де-факто стандартом в дослідницьких спільнотах. DEC пізніше перенесла Tenex на KL10 зі значними поліпшеннями і назвала TOPS-20, сформувавши серію DECSYSTEM-20. У MIT також було розроблено впливову операційну систему ITS (назва є пародією на Compatible Time-Sharing System, розроблену раніше також у MIT для машин IBM).